# Stephens County, Texas
Stephens County är ett administrativt område i delstaten Texas, USA. År 2010 hade county 9 630 invånare. Den administrativa huvudorten (county seat) är Breckenridge. 

## Geografi
Enligt United States Census Bureau så har countyt en total area på 2 385 km². 2 318 av den arean är land och 67 km² är vatten.  

### Angränsande countyn
- Young County - norr
- Palo Pinto County - öster
- Eastland County - söder
- Shackelford County - väster
- Throckmorton County - nordväst